# 汝州 (古代)
汝州，隋朝时设置的州。
大业二年（606年）改伊州置，以境内有汝水得名。次年改为襄城郡。唐朝贞观八年（634年）又改伊州（武德四年复置）为汝州，治所在梁县（今河南省汝州市）。天宝元年（742年）更名临汝郡，乾元元年（758年），复为汝州。土贡：施。户六万九千三百七十四，口二十七万三千七百五十六。下辖七县：梁县、郏城县、鲁山县、叶县、襄城县、龙兴县、临汝县。辖境相当今河南省北汝河、沙河流域。
金朝占汝州，属南京路。元朝，汝州属南阳府。明朝成化十二年（1476年）九月，升为汝州直隶州。1913年废，改州为临汝县。自唐以来有绢、絁等织造业，宋元时烧造汝窑瓷器，青瓷最为佳品。 
唐朝汝州刺史
- 张善相（619年，总管）
- 张殷（619年—620年）
- 柏季纂（武德年间）
- 杜某（武德贞观年间）
- 冯某（贞观年间）
- 封言道（贞观年间）
- 刘玄意（650年）
- 卢承庆（显庆初年）
- 杨孝仁（高宗时）
- 李修行（高宗时）
- 邱义余（高宗时）
- 桥宝明（高宗时）
- 尉亮（高宗末年）
- 云弘业（武周时）
- 韦铣（武周时）
- 李顼（武周时）
- 卢弘怿（圣历年间）
- 张昌期（长安年间）
- 卫弘敏（706年）
- 严善思（708年—710年）
- 裴怀古（710年）
- 韦嗣立（景云年间）
- 韦凑（713年—714年）
- 孔若思（714年—715年）
- 李暠（716年—717年）
- 崔日用（718年—722年）
- 桓臣範（725年）
- 宇文融（729年）
- 苏晋（731年）
- 张拪贞（开元年间）
- 王昕（开元年间）
- 李行休（开元年间）
- 卢僎（开元年间）
- 李津容（开元年间）
- 侯莫陈知节（开元年间）
- 杨愿（开元年间）
- 源光乘（开元末年）
- 改为临汝郡太守
- 贾至（758年—759年）
- 刘展（759年）
- 田南金（759年）
- 高晃（肃宗时）
- 韦霸（代宗初年）
- 孟皞（？—769年）
- 李深（大历年间）
- 萧淑（777年之前）
- 庾准（777年—779年）
- 韦少华（大历末年）
- 薛播（780年—781年）
- 韦光裔（781年—782年）
- 李元平（783年）
- 周晃（783年）
- 阎寀（783年—784年）
- 崔琮（贞元初年）
- 陈利贞（785年—789年）
- 陆长源（789年—796年）
- 李晋（贞元年间）
- 宋泛（贞元年间）
- 卢虔（802年—806年）
- 薛平（元和初年）
- 任迪简（808年—809年）
- 魏义通（809年—810年）
- 周怀义（810年—811年）
- 辛秘（811年—814年）
- 乌重胤（814年—818年）
- 孔戢（818年—819年）
- 柳凌（元和末年长庆初年）
- 刘述古（长庆初年）
- 王正雅（长庆末年）
- 李谅（825年—826年）
- 裴通（宝历末年大和初年）
- 裴潾（830年—831年）
- 郭行余（831年）
- 张元夫（833年—834年）
- 刘禹锡（834年—835年）
- 崔蠡（835年—836年）
- 卢贞（837年）
- 李仍叔（838年）
- 李福（会昌年间）
- 皇甫曙（大中初年）
- 任畹（大中初年）
- 皇甫胤（852年之前）
- 钱某（854年）
- 令狐绪（857年）
- 张安封（大中年间）
- 崔寿（大中年间）
- 李近仁（咸通年间）
- 崔彦冲（875年）
- 王镣（875年—876年）
- 游邵（中和初年）
- 李某（光启年间）
- 朱友恭（乾宁光化年间）
- 张慎思（903年—904年）
- 裴迪（905年）